# Ганеев, Камиль Самигуллович
Камиль Самигуллович Ганеев — советский военный, государственный и политический деятель, генерал-лейтенант танковых войск (23.02.1967), командарм.

## Биография
Родился в 1922 году в деревне Верхние Бишинды. Член КПСС (ВКП(б) с 1943 года. Башкир.
Проживал в поселке Нижне-Троицк Башкирской АССР.
В РККА с 1939 года. На фронте с июля 1941 года на Западном фронте.
В 1943 году - командир взвода связи 145-го танкового батальона 104-й танковой дивизии на Западном фронте, старший лейтенант. Ранен в августе 1942.
Приказом №: 529 от: 22.09.1942 г.  ВС 33-й армии Западного фронта командир взвода связи 145-го танкового батальона 104-й танковой дивизии старший лейтенант Ганеев награжден медалью "За боевые заслуги".
Приказом №: 963 от: 07.09.1942 г.  ВС Западного фронта командир взвода связи 145-го танкового батальона 104-й танковой дивизии старший лейтенант Ганеев награжден орденом Красного Знамени.
Приказом № 4 от 17.01.1944 г. ВС 5-й армии 2-го Белорусского фронта заместитель командира 2-го батальона 43-й гвардейской танковой бригады гвардии капитан Ганеев награжден орденом Отечественной войны 1-й степени.
Приказом № 19 от 31.07.1944 г. ВС 49-й армии 2-го Белорусского фронта заместитель командира 2-го батальона 43-й гвардейской танковой бригады гвардии капитан Ганеев награжден орденом Красной Звезды.
Войну закончил гвардии майором, слушателем ВАк БТ и МВ им. И.В. Сталина.
После учебы - заместитель командира 101-го гвардейского танкового полка 3-го Белорусского фронта.
Служил в Туркестанском военном округе, был первым заместителем командира 1-го армейского корпуса. Окончил Военную академию Генерального штаба.
С мая 1961 по январь 1963 — начальник отдела боевой подготовки 2-й гвардейской танковой армии. С января 1963 по январь 1966 года служил первым заместителем командующего 3-й общевойсковой армии в Группе советских войск в Германии. Был назначен командующим 5-й общевойсковой армией (Дальневосточный военный округ).
После стал 1-м заместителем командующего Среднеазиатского военного округа. В этой должности побывал начальником работ по спасению города Алма-Аты при ликвидации селя на Медео.
Назначался начальником факультета в Военной академии Генерального штаба.
Избирался депутатом Верховного Совета РСФСР 7-го созыва.
Жил в Москве.

## Высшие воинские звания
- генерал-майор танковых войск (9.05.1961)
- генерал-лейтенант танковых войск (23.02.1967)[6]

## Награды
- Орден Красного Знамени (1942)
- Два ордена Отечественной войны 1-й степени (1944, 1985)
- Орден Красной Звезды (1944)[5]
- Медаль «За боевые заслуги» (1942)
- Медаль «За победу над Германией в Великой Отечественной войне 1941–1945 гг.»[7]
- Другие медали СССР